# Krautrock

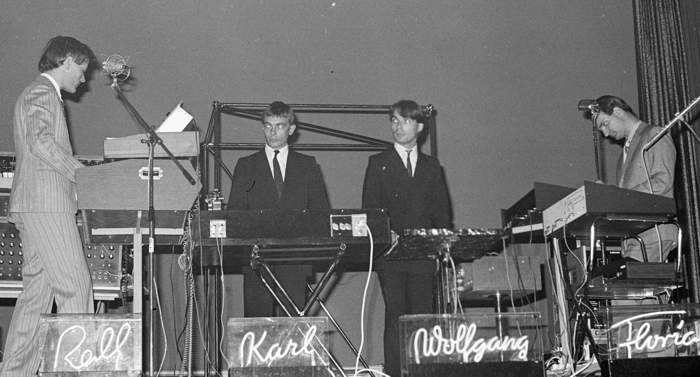
Kraftwerk vid en konsert i Zürich 1976

Krautrock är en populärmusikalisk musikgenre. Ursprungligen syftar termen på de experimentella rockband som fanns i Västtyskland i slutet av 1960-talet och fram till cirka 1980. Krautrocken är en subgenre till den progressiva rocken, men till skillnad från den anglo-amerikanska rocken handlar krauten inte primärt om låtar, texter, gitarrsolon och artiststjärnor utan om kollektivt skapande av ljud, texturer och monotona rytmer (motorik). Krautrocken var också medvetet och uttalat kollektivistisk och antiauktoritär. Banden organiserade sig ofta som kollektiv och tog avstånd från rockstjärnekulten, vilket förmodligen bland annat var ett resultat av nazismens ledarkult.
Begreppet krautrock myntades på 1970-talet av en brittisk musikjournalist som försökte förstå vad som hände på den västtyska rockscenen . Ordet Kraut betyder "tysk" på engelska och är aningen nedsättande. I Tyskland kallades genren "Kosmische Musik", kosmisk musik.
Typiska band som i början av 1970-talet kategoriserades som krautrock var Amon Düül II med bland andra Chris Karrer, Tangerine Dream, Faust, Can och andra band som associerades med den Köln-baserade musikproducenten Conny Plank, som Neu!, Kraftwerk och Cluster. Elektronmusikkompositören Karlheinz Stockhausen hade också ett inflytande på den experimentella scenen. Krautrock-banden var ett försök att fylla det kultur-vakuum som uppstod under efterkrigstiden i Tyskland. Det uppstod anti-anglosaxiska strömningar, och dessa band skapade sin egen radikala och experimentella musik utifrån den nya framväxande tyska kulturen.